# Chelepteryx chalepteryx
Chelepteryx chalepteryx là một loài bướm đêm thuộc họ Anthelidae. Loài này được Rudolf Felder mô tả đầu tiên năm 1874. Loài này có ở Úc.
Sải cánh của loài này có thể dài tới 10 cm. Con đực có màu đậm hơn. Sâu bướm của loài này chủ yếu ăn các loài thuộc chi Keo và Doryanthes excelsa.

## Phân bố
Loài này được ghi nhận chủ yếu ở đông Úc, gồm có Queensland, New South Wales và Victoria, cũng như trên đảo Lord Howe.